# Rosette Bir
Rosette Bir (Metz, Francia; 9 de abril de 1926 - Villeron, Francia; 19 de junio de 1993) fue una escultora francesa, autora de obras abstractas esculpidas en acero inoxidable.

## Biografía
Nació con el nombre de Rosa Pacanowski en la comuna de Metz, el 9 de abril de 1926, y vivió en Montreuil, un suburbio de París.
Comenzó a esculpir a la edad de 42 años cuando, después de criar a sus hijos, entró como aprendiz en el taller del escultor Albert Feraud.
Después de su aprendizaje, se distanció del estilo de su maestro. A diferencia de éste, para Rosette Bir en la geometría se encuentra la perfección. Es por ello que se consagra a las formas geométricas completamente. Se puede decir que en cierta medida, siguió el Movimiento Madí de América del Sur, en la escultura.
Su trabajo se articula exclusivamente desde el trabajo en acero inoxidable pulido. Su amor por este material, unido a una increíble creatividad, dio lugar a importantes innovaciones y progresos a través de la investigación de los procesos de manipulación.
Éste consiste sólo en piezas únicas. Ha realizado esculturas de dimensiones más o menos grandes, desde piezas de sobremesa a la escultura monumental de varios metros.
Su colección ha sido presentada en diversas exposiciones en espacios públicos como parques y museos, a lo largo de Francia y en Mónaco, y sus trabajos han aparecido en numerosos artículos de periódicos y revistas, especializadas o no.
La artista falleció el 19 de junio de 1993 tras un accidente de coche. 